# 86街
40°46′40″N 73°57′06″W / 40.777877°N 73.951741°W
86街（86th Street）是纽约市曼哈顿区的一条重要街道，横贯上东城和上西城。
西86街两侧排列着连绵不断的公寓大楼，其中包括贝尔诺德公寓，仅有的例外是两座位于交叉路口的不同风格的教堂：在西区大道（West End Avenue）转角的托斯卡纳文艺复兴风格的圣保罗和圣安德烈卫理公会教堂，以及在阿姆斯特丹大道转角的罗曼复兴风格的西公园长老会教堂。
86街下沉式穿越中央公园。矿工之门为东86街的出口，而水手之门为西86街的出口。